# Safety Pin Records
Safety Pin Records var ett litet spanskt underground-skivbolag i Madrid, som drevs av Kike Turmix, en inhemsk garagerocks-legend känd från bland annat bandet The Pleasure Fuckers.
Safety Pin Records gav ut främst vinylskivor, men även en och annan CD, med företrädesvis skandinaviska band som The Hellacopters, Gluecifer, The Nomads, Maryslim och The Peepshows, Very Ape.